# St. Laurentius (Neufang)

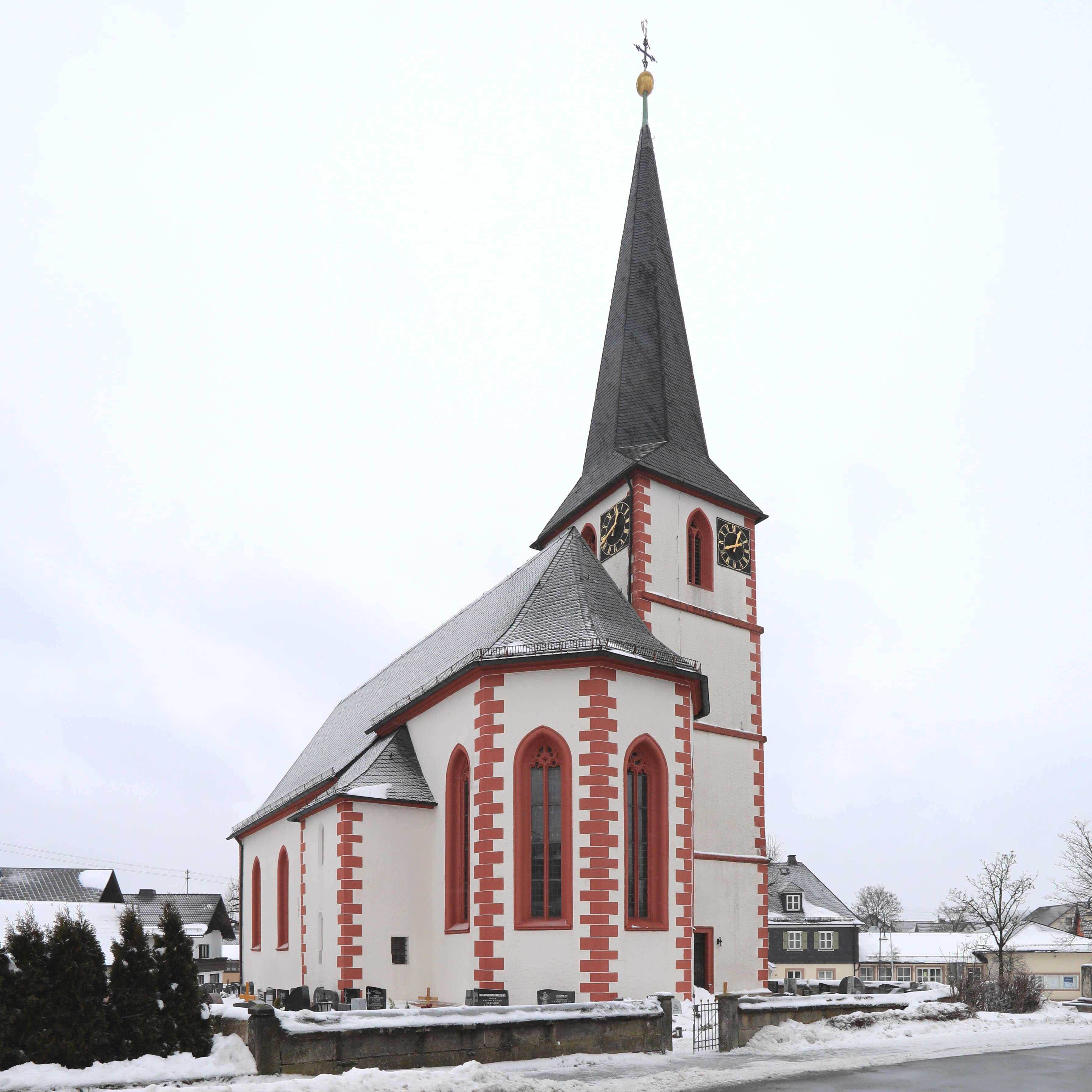
Pfarrkirche St. Laurentius in Neufang

Die katholische Pfarrkirche St. Laurentius steht in Neufang, einem Gemeindeteil des Marktes Steinwiesen im oberfränkischen Landkreis Kronach. Die Pfarrei, im Frankenwald gelegen, gehört zum Dekanat und Seelsorgebereich Kronach des Erzbistums Bamberg.

## Geschichte
Im Jahr 1492 wurde Neufang mit Birnbaum von der Pfarrei Steinwiesen separiert und zur Pfarrei erhoben. Dem Abbruch der Vorgängerkirche St. Laurentius im Jahr 1626 folgte der Kirchenneubau nach Plänen von Giovanni Bonalino. Der Steinmetz und Bildhauer Hans Merker war der Bauleiter. Im Jahr 1627 wurden Baumängel festgestellt. So hatte unter anderem der Kirchturm nicht die erforderlichen Grundrissabmessungen. Er musste auf Kosten von Bonalino zurückgebaut und neu errichtet werden. Nach einer durch das Hochstift Bamberg veranlassten Untersuchung durch drei Bausachverständige im Jahr 1629 wurden Bonalino und Merker entlassen. Der Steinmetzmeister Balthasar Kellermann und der Zimmermann Hans Sebastian Adam beendeten die Arbeiten. Der Steinwieser Forstmeister Niclas Bayer hatte die Bauaufsicht.
Der Bamberger Weihbischof Friedrich Förner weihte die Kirche am 7. Juli 1630 zu Ehren des heiligen Märtyrers Laurentius. Im Verlauf des Dreißigjährigen Krieges legten 1634 schwedische Soldaten einen Brand. Insbesondere die Dachstühle und die Innenausstattung wurden zerstört. Mitte des 17. Jahrhunderts war das Gotteshaus wiederhergestellt. Mitte des 18. Jahrhunderts wurde die eingeschossige Holzempore eingebaut, die Kanzel sowie der Hauptaltar und die beiden Seitenaltäre wurden aufgestellt.
Im Jahr 1918 zerstörte ein Brand den Turmaufbau, das Kirchendach und die welsche Haube auf dem Chor sowie die Orgel von 1904 und die Glocken.

## Baubeschreibung
Das Gotteshaus steht in Ortsmitte hinter einer Natursteineinfriedungsmauer, wo sich auch der Friedhof im Umgriff der Kirche befindet. Die verputzte Fassade der Saalkirche gliedern an den vertikalen Kanten rote, gezahnte Eckquader. Der viergeschossige Chorseitenturm trägt einen Spitzhelm.
Gotisierende Gewölbe auf toskanischen Halbsäulen überspannen den Innenraum. Gotisierend sind auch die Maßwerkfenster und Portale. Das Hauptportal schmückt das Relief des Hoheitswappens des Bamberger Fürstbischofs Johann Georg II. Fuchs von Dornheim.

## Ausstattung

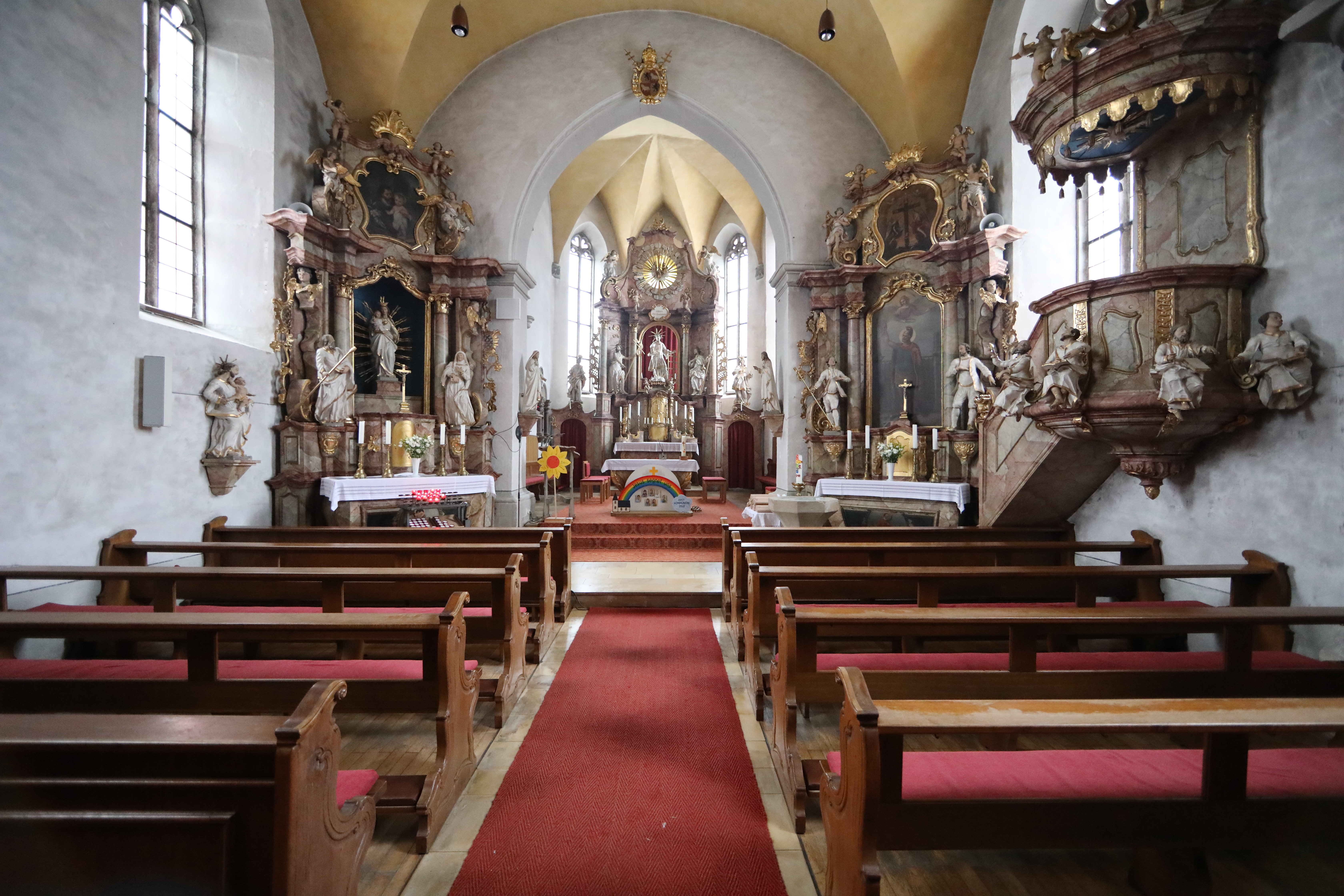
Innenraum

Die Kanzel, der Hochaltar und die beiden Seitenaltäre, jeweils mit marmorierten Holzaufbauten, entstanden um 1770. Die Kanzel hat einen runden Korb mit einer profilierten Brüstung. Davor sitzen die Figuren der vier Evangelisten, Matthäus, Markus, Lukas und Johannes. Ein Schalldeckel bildet den oberen Abschluss. Der Hauptaltar zeigt in der Mitte die Figur des Kirchenpatrons Laurentius, flankiert links von Johannes dem Täufer und rechts von Jakobus dem Älteren.
Der linke Seitenaltar, der Altar der Heiligen Familie, zeigt mittig eine Muttergottesfigur von 1866 eingerahmt von den Eltern, dem heiligen Joachim und der heiligen Anna. Der rechte Seitenaltar hat ein Altarblatt mit einer Darstellung des heiligen Sebastians, eingerahmt von Figuren des heiligen Wendelin und des heiligen Isidor.
1950 wurden zwei neue Glocken geweiht, nachdem 1945 zwei Glocken abgenommen worden waren. 1980 stellte Hey Orgelbau eine neue Orgel mit 14 Registern, einem Manual und Pedal auf, die ein Instrument von 1921 ersetzte.